# Nördliches Patagonisches Eisfeld
Das Nördliche Patagonische Eisfeld (spanisch Campo de Hielo Patagónico Norte) ist eine Eiskappe westlich von Puerto Guadal in Patagonien.
Es liegt vollständig im Nationalpark Laguna San Rafael in der Región de Aisén in Chile. Sein Mittelpunkt befindet sich etwa bei (⊙). Bei einer Fläche von 4200 km² hatte es eine Nord-Süd-Ausdehnung von 120 km und eine West-Ost-Ausdehnung von 50–70 km. Wichtigster Gipfel ist der Cerro San Valentín 4058 m, höchster Berg Patagoniens.
Im Jahr 2000 betrug die Fläche des Eisschildes noch 3.856 km² (± 211 km²), im Jahr 2012 waren es 3.740 km² (± 200 km²). In der Jahresmassenbilanz verlor der Eisschild in diesem Zeitraum etwas mehr als 1 Meter Wasseräquivalent pro Jahr (± 0.21).
Die beiden größten der 30 bedeutenden Auslassgletscher sind der San-Rafael- und der San-Quintín-Gletscher. Der San-Rafael-Gletscher nimmt seinen Anfang am Cerro San Valentin und mündet westlich davon in die Laguna San Rafael. Er zählt zu den am schnellsten fließenden Gletschern der Erde. Noch am Ende des 19. Jahrhunderts erstreckte sich das Eis des Gletschers weit in die Lagune und bildete einen Piedmontgletscher. Seitdem hat sich der San-Rafael-Gletscher deutlich zurückgezogen; seine Fläche nahm zwischen 1870 und 2011 um 11,5 % ab. Südwestlich des San-Rafael-Gletschers liegt der San-Quintín-Gletscher, der im gleichen Zeitraum 14,6 % seiner Fläche verlor, aber 2017 noch in einer Piedmont-Zunge endete.
Das Nördliche Patagonische Eisfeld ist, zusammen mit dem etwa dreimal so großen Südlichen Patagonischen Eisfeld, Relikt des Patagonischen Eisschildes, der vor 18.000 Jahren, auf dem Höhepunkt der letzten Kaltzeit, große Teile der Südanden bedeckte.